# Бановина (Хорватия)

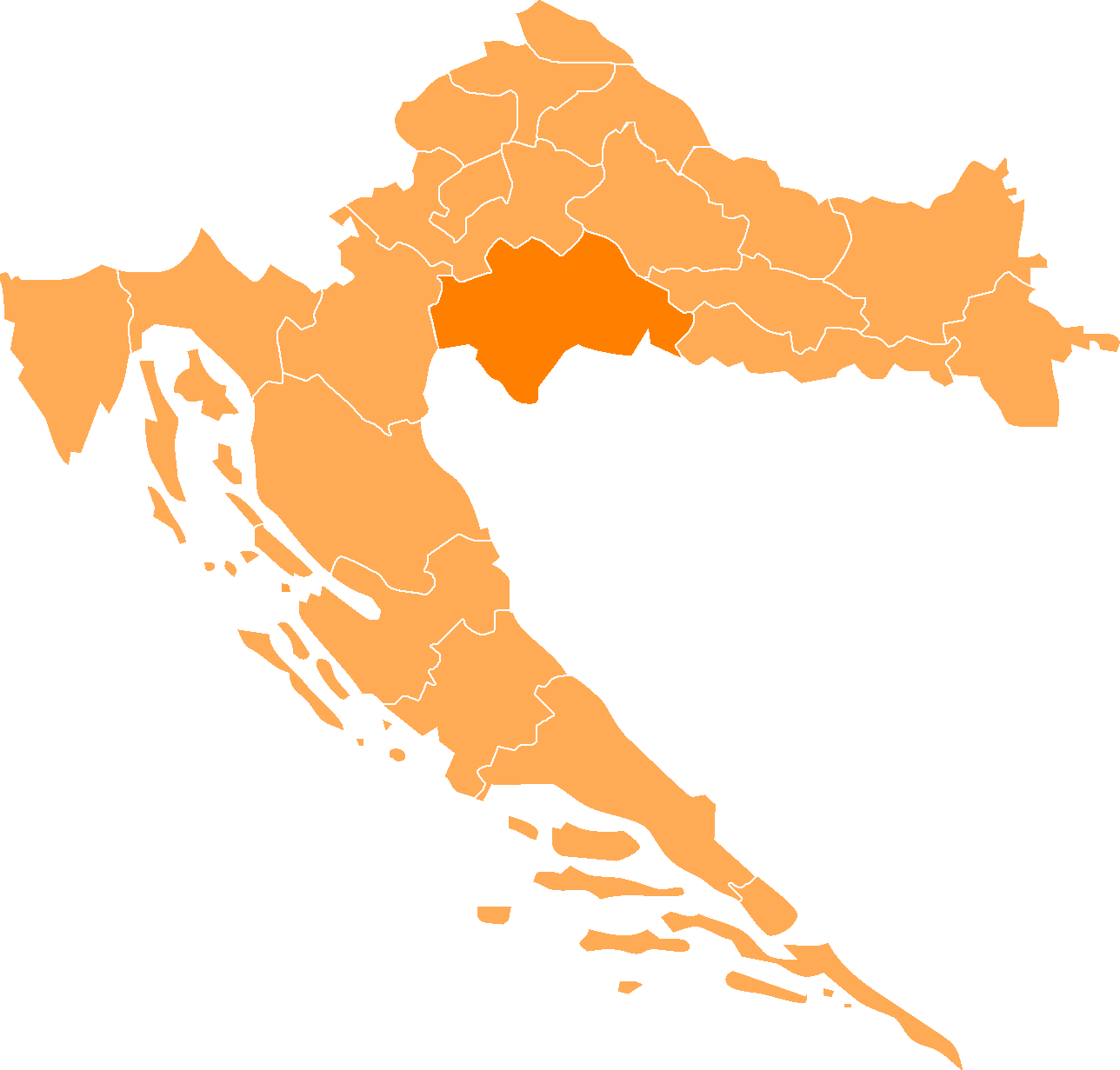
Сисацко-Мославинская жупания, на территории которой расположена Бановина

Бановина, ранее известная как Банская Краина, Бания, Банская земля (хорв. Banovina, Banska krajina, Banska zemlja, Banija)  — географический и исторический регион, расположенный в центральной Хорватии между реками Сава, Уна и Купа. Главными городами региона являются Петринья, Глина, Костайница и Двор. Почти полностью относится к Сисацко-Мославинской жупании. В ходе войны в Хорватии регион сильно пострадал, и большая часть населения покинула его. Экономика региона и по сей день в находится в тяжёлом состоянии.